# Współrzędnościowa technika pomiarowa
Współrzędnościowa technika pomiarowa - dziedzina zajmująca się pomiarem wymiarów geometrycznych. Celem pomiarów na maszynach współrzędnościowych jest wyznaczenie wartości współrzędnych punktów badanego obiektu w założonym układzie współrzędnych. Idea tej techniki opiera się na założeniu, że badany element jest zbiorem prostych elementów geometrycznych, np. sfera, stożek, walec, płaszczyzna.
Znajduje ona głównie zastosowania w digitalizacji różnych elementów oraz weryfikacji dokładności ich wykonania.